# Герметичний орден Золотої Зорі
Герметичний орден Золотої Зорі (лат. Ordo Hermeticus Aurorae Aureae), частіше Золота Зоря (Aurora Aurea), був таємним товариством, присвяченим вивченню та практиці окультизму, метафізики та паранормальних дій протягом кінця 19-го та початку 20 ст. Герметичний Орден Золотої Зорі, відомий як магічний орден, діяв у Великій Британії та зосередив свою діяльність на теургії та духовному розвитку. Багато сучасних концепцій ритуалів і магії, які є центральними в сучасних традиціях, таких як Вікка і Телема, були натхненні Золотою Зорею, яка стала одним із найбільших впливів на західний окультизм 20-го століття.
Три його засновники, Вільям Роберт Вудман, Вільям Вінн Весткотт і Семюел Лідделл Метерс, були масонами. Весткотт, певно, був рушійною силою створення Золотої Зорі.
Система Золотої Зорі базувалася на ієрархії та ініціації, подібно до масонських лож; проте жінки приймалися нарівні з чоловіками. «Золота Зоря» був першим із трьох Орденів, хоча всі три часто називають «Золотою Зорею». Перший орден навчав езотеричній філософії, заснованій на герметичній Кабалі, і особистому розвитку через вивчення та усвідомлення чотирьох класичних елементів, а також основ астрології, ворожіння на Таро та геомантії. Другий, або Внутрішній орден, «Rosae Rubeae et Aureae Crucis», навчав магії, включаючи ворожіння, астральні подорожі та алхімію. Третій Орден належав Таємним Вождям, які, як кажуть, були висококваліфікованими; вони нібито керували діяльністю двох нижчих орденів шляхом духовного спілкування з вождями Другого Ордену.

## Історія
Головна стаття: Шифровані рукописи
Основоположні документи оригінального Ордену Золотої Зорі, відомі як Шифровані рукописи, написані англійською мовою за допомогою шифру Тритеміуса. Рукописи мають конкретні нариси Ступеневих ритуалів Ордену і призначають навчальну програму поступових вчень, які охоплюють герметичну кабалу, астрологію, окультне Таро, геомантію та алхімію.

## Книга «Золота Зоря»
«Золота Зоря», Ізраель Реґарді; вийшла друком у 1937 р. Книга поділена на кілька основних розділів. По-перше, це лекції, які описують основне вчення кабали, символіки, медитації, геомантії тощо. Далі слідують ритуали Зовнішнього Ордену, що складаються з п'яти ритуалів ініціації в ступені Золотої Зорі. Наступний розділ охоплює ритуали Внутрішнього Ордену, включаючи два ритуали ініціації та церемоній рівнодення.